# Sem pé nem cabeça
Sem pé nem cabeça é uma expressão popular de origem romana: em latim, nec caput nec pedes (habet), significando algo que não faz sentido.

## Origens
A expressão foi usada, dentre outros, por Cícero, e por Marco Pórcio Catão; este último, para se referir a uma embaixada que o senado romano enviou para mediar a guerra entre Prúsias II da Bitínia e seu filho Nicomedes, formada por Licínio, que sofria de gota, Mancino, que teve sua cabeça esmagada por um tijolo e teve quase todos os ossos removidos, e Lúcio, um homem sem nenhuma percepção; segundo Catão, líder do senado, Roma enviara uma embaixada sem pé, sem cabeça e sem coração.